# Абдурзаков, Казбек Лечаевич
Казбек Лечаевич Абдурзаков, позывной «Дзурдзук» (чечен. Абдурзаки Лечин Казбек) — чеченский и украинский политический и военный деятель, активный участник российско-чеченской войны в 2000-е годы. С 2014 года командир 34-го штурмового батальона «Безумная стая» в ходе конфликта на Донбассе и вторжения России на Украину с конца февраля 2022 года.

## Биография

### Происхождение
Родился в Чеченской Республике. Учился в Грозненском нефтяном институте. По национальности чеченец.

### Вторая чеченская война
Во время второй чеченской войны активно участвовал в военных действиях на стороне Чеченской Республики Ичкерия. В 2000-х годах эмигрировал из Чеченской Республики.

### На Украине
Жил в украинском городе Хмельницкий. Занимался бизнесом, являлся владельцем компании по производству и продаже древесного угля.

### Боевые действия на Донбассе
После начала конфликта на Донбассе принимал участие в боевых действиях на стороне Вооружённых сил Украины. Изначально воевал в батальоне имени Джохара Дудаева. Затем возглавил 34-й штурмовой батальон «Безумная стая», который состоит из украинских военнослужащих и чеченских добровольцев и включён в состав 57-й отдельной мотопехотной бригады Сухопутных войск Украины. Взаимодействовал с украинской политической партией «Батькивщина». В январе 2016 года удостоен негосударственной награды Украины — «Народный Герой Украины». Участвовал в массовых демонстрациях в поддержку Чеченской Республики Ичкерия на Украине, в том числе в августе 2017 года был одним из организаторов демонстрации «Ичкерия — жива!» в Киеве, где был развёрнут большой государственный флаг ЧРИ.
Он близко знаком с Ахмедом Закаевым, который является главой правительства Ичкерии в изгнании. В 2016 году он занимал должность представителя правительства ЧРИ в изгнании на Украине. По неподтверждённой информации, он мог быть связан с убийством журналиста Павла Шеремета, убитого 20 июля 2016 года в Киеве, Украина.

### Вторжение России на Украину 2022
С начала февраля 2022 года, в ходе вторжения России на Украину, участвует в обороне Украины во главе 34-го штурмового батальона «Безумная стая» 57-й отдельной мотопехотной бригады Сухопутных войск Украины.

## Награды
- Орден «Народный Герой Украины»[укр.]